# New Holland, Illinois
New Holland är en by i Logan County, Illinois, USA. Befolkningen uppgick till 318 vid folkräkningen år 2000.  Den har enligt United States Census Bureau en area på 1 km².